# Montassar Talbi
Montassar Omar Talbi (* 26. Mai 1998 in Paris) ist ein französisch-tunesischer Fußballspieler.

## Karriere

### Verein
Talbi startete seine Profikarriere 2016 beim Espérance Tunis. In seiner ersten Saison absolvierte er sechs Ligaspiele und feierte mit seinem Verein zum Saisonende die Tunesische Meisterschaft. Die zweite Saison steigerte Talbi seine Einsätze auf 13 Ligaspiele und schaffte mit seinem Verein die Titelverteidigung in der nationalen Meisterschaft
Zur Saison 2018/19 wurde Talbi aus der türkische Süper Lig vom Aufsteiger Çaykur Rizespor verpflichtet. Dort verblieb er drei Jahre, bevor er sich im Juli 2021 ablösefrei Benevento Calcio anschloss. Nur wenige Wochen später verließ der Spieler den Verein noch vor Saisonbeginn wieder und wechselte nach Russland zu Rubin Kasan. Im Juli 2022 verpflichtete der FC Lorient den Verteidiger.

### Nationalmannschaft
Talbi debütierte im März 2021 im Alter von 22 Jahren für die tunesische A-Nationalmannschaft.

## Erfolge
Mit Espérance Tunis
- Tunesischer Meister: 2016/17, 2017/18